# مکس هرال
مکس هرال (انگلیسی: Max Heral; ۲۲ سپتامبر ۱۹۲۶ – ۲۶ آوریل ۲۰۰۳) وزنه‌بردار اهل فرانسه بود.